# پلمنی
پِلمِنی (به روسی: пельмени) یکی از غذاهای سنتی روسیه است.
پلمنی خمیری است به شکل هلال یا دایره که داخلش گوشت چرخ کرده ریخته‌اند. آب‌پز می‌کنند، اسمتانا (Smetana) که چیزی مثل خامه ترش است به آن اضافه کرده و می‌خورند.
گفته می‌شود که در اصل از چین وارد روسیه شده، و انواع مختلفی دارد. بعضی وقت‌ها حالت سوپ دارد، بعضی وقت‌ها خشک و با کره و انواع سس‌های مختلف سرو می‌شود.
پِلمِنی یک روش خیلی راحت برای ذخیره گوشت در یخبندان سیبری بوده و امروزه در تمامی قسمت های روسیه همانند پاساژهای بزرگی چون سالاریس و یا آویا اگر بروید می بینید تمامی اقشار به  وفور از آن استفاده می کنند.در بسیاری از فروشگاه‌ها در بسته‌بندی‌ها یخ زده پیدا می‌شود و می‌توانند به‌راحتی آن را آب‌پز کنند.
در اوکراین بعد از آب‌پز کردن پِلمِنی را سرخ می‌کنند. اوکراینی‌ها به جای گوشت از پوره سیب زمینی هم استفاده می‌کنند. در بعضی رستوران‌های اوکراینی، پِلمِنی را داخل ظرف‌هایی مثل ظرف دیزی می‌ریزند، رویش تخم مرغ می‌شکنند، کره و سبزیجات مختلفی مثل شوید اضافه می‌کنند و می‌پزند.

## تاریخچه
اولین اشاره به غذاهای مانند کوفته در یونان باستان بوده، اما به نظر می رسد منطقه اورال زادگاه اصلی پلمنی باشد. کلمه pelmeni از pel'n'an (пельнянь) مشتق شده است - که معنای "نان گوش" در زبان های کومی و اودمورت فنلاندی را میدهد.